# Казе дел Риљио (Пјаченца)
Казе дел Риљио је насеље у Италији у округу Пјаченца, региону Емилија-Ромања.
Према процени из 2011. у насељу је живело 35 становника. Насеље се налази на надморској висини од 125 м.